# Palca (distrito de Tacna)
Palca é um distrito do Peru, departamento de Tacna, localizada na província cujo tem o mesmo nome (Tacna)

## Transporte
O distrito de Palca é servido pela seguinte rodovia:
- PE-40, que liga o distrito de Tacna à fronteira tripartita  com Bolívia e Chile - Marco Fronteiriço Tripartito, entre o distrito de Palca, General Lagos e Charaña  (Rota A-93 no Chile e a Rota 19 na Bolívia).
- PE-40A, que liga o distrito à fronteira Fronteira Bolívia-Peru - Marco Fronteiriço Quatro em Catacora, (e a Rota 43 na Bolívia).
- TA-108, que liga a cidade de Tarata à cidade
- TA-107, que liga a cidade à fronteira tripartita  com Bolívia e Chile - Marco Fronteiriço Tripartito, entre o distrito de Palca, General Lagos e Charaña  (Rota A-93 no Chile e a Rota 19 na Bolívia) [1][2][3]